# Mohamed Bennouna
Mohamed Bennouna (* 29. April 1943 in Marrakesch) ist ein Diplomat und Jurist aus Marokko. Er wirkte unter anderem als Professor an der Universität Rabat, als ständiger Repräsentant seines Heimatlandes bei den Vereinten Nationen und von 1998 bis 2001 als Richter am Internationalen Strafgerichtshof für das ehemalige Jugoslawien. Von 2006 bis 2024 gehörte er dem Internationalen Gerichtshof an.

## Leben
Mohamed Bennouna wurde 1943 in Marrakesch geboren und studierte Rechts- und Politikwissenschaften an der Universität Nancy und an der Sorbonne in Paris. Darüber hinaus erhielt er 1970 ein Diplom der Haager Akademie für Völkerrecht. Zwei Jahre später promovierte er an der Universität Nancy auf dem Gebiet des internationalen Rechts mit einer Arbeit zu militärischen Interventionen bei nicht-internationalen Konflikten. Anschließend war er 1972 als Agrégé für die Fächer internationales Recht und Politikwissenschaften an der Sorbonne tätig. Im Januar 1973 wurde er Professor an der Universität Rabat, an welcher er bis 1984 tätig war, darunter von 1975 bis 1979 als Dekan der Juristischen Fakultät.
Darüber hinaus wirkte er in ranghohen Positionen in verschiedenen Gremien und Organisationen der Vereinten Nationen (UN). So fungierte er unter anderem ab 1974 als Rechtsberater der Delegationen seines Heimatlandes bei den UN-Generalversammlungen und von 2001 bis Anfang 2006 als ständiger Vertreter Marokkos bei den UN. Von 1986 bis 1998 war er Mitglied der Völkerrechtskommission und darüber hinaus von 1991 bis 1998 Generaldirektor des Institut du monde arabe in Paris.
Anschließend gehörte er von 1998 bis 2001 dem Internationalen Strafgerichtshof für das ehemalige Jugoslawien an. Nachdem er von 2002 bis 2005 in einem Fall als Ad-hoc-Richter am Internationalen Gerichtshof (IGH) in Den Haag tätig gewesen war, wurde er im November 2005 als Richter an den IGH gewählt. Seine Amtszeit begann im Februar 2006 und lief nach seiner Wiederwahl im Jahr 2015 turnusmäßig bis 2024.
Mohamed Bennouna ist Mitglied der französischen Ehrenlegion. Er ist verheiratet und Vater von drei Kindern.

## Werke (Auswahl)
- Le consentement à l’ingérence militaire dans les conflits internes. Paris 1974
- Le droit international relatif aux matières premières. Den Haag 1982
- Le droit international du développement. Paris 1983
- La spécificité du Maghreb arabe. Casablanca 1990